# Conrad Graf
Conrad Graf (17. listopadu 1782, Riedlingen - 18. března 1851, Vídeň) byl rakousko-německý výrobce klavírů. Jeho klavíry používali mimo jiné Ludwig van Beethoven, Fryderyk Chopin, a Robert a Clara Schumannovi.

## Život a kariéra
Graf se vyučil truhlářem v rodném Riedlingenu v jižním Německu, patřícím tehdy k habsburské monarchii. V roce 1800 se stal učněm u výrobce klavírů Jakoba Schelkleho, který pracoval ve Währingu. Když Schelkle v roce 1804 zemřel, Graf se oženil s vdovou Katherinou a převzal živnost. V roce 1824 byl jmenován královským výrobcem klavírů a klávesových nástrojů u císařského dvora ve Vídni. V roce 1826 koupil „Mondscheinhaus“, dříve módní taneční sál ve Wiedenu, a přestavěl ho na továrnu na výrobu klavírů. Firma Graf během svého působení vyrobila více než 3000 nástrojů. V roce 1840 odešel Graf do důchodu a prodal firmu Carlu Steinovi, který byl vnukem slavného stavitele klavíru Johanna Andrease Steina.

## Grafova piana, na které hráli slavní hudebníci

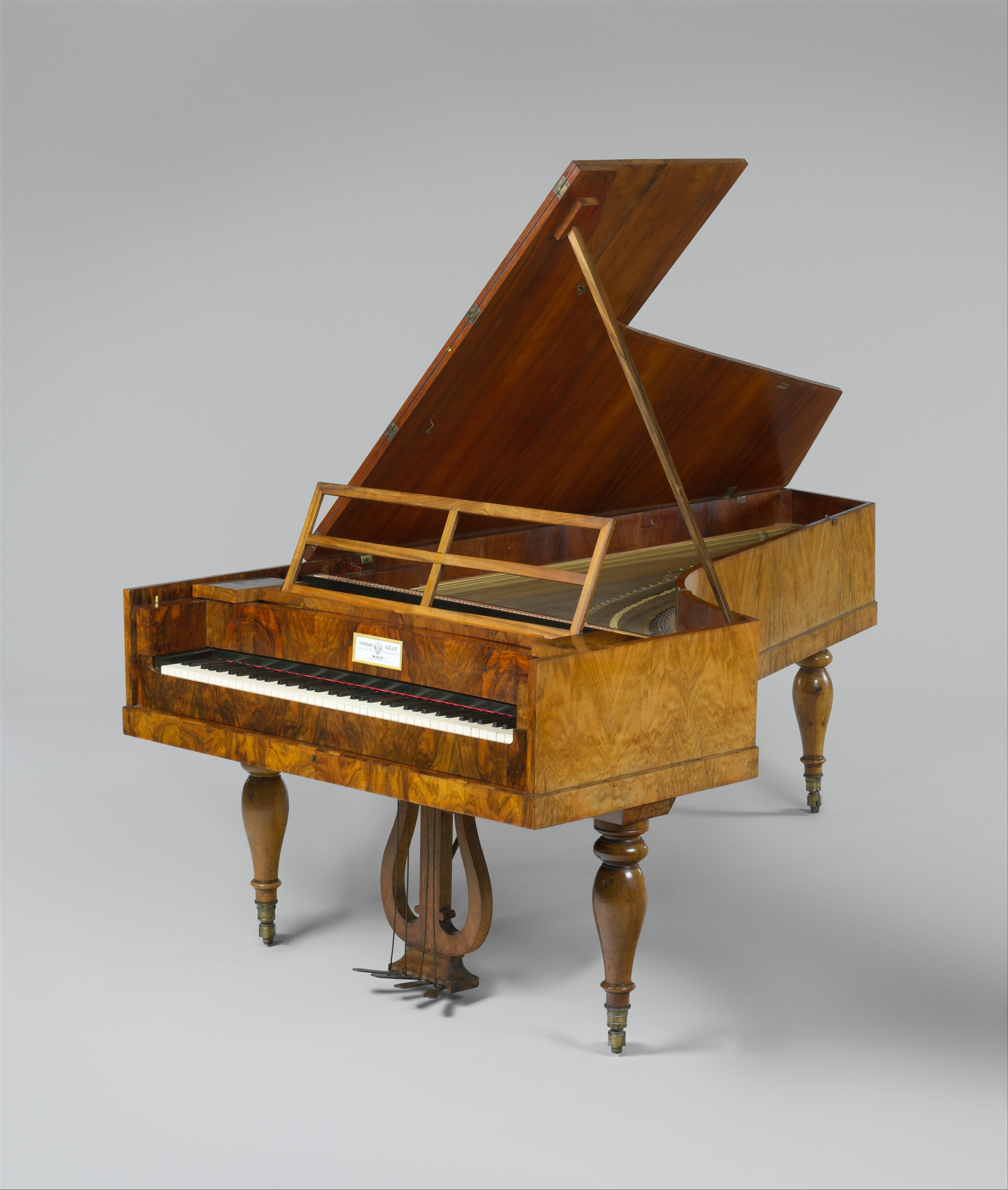
Fortepiano Conrad Graf ze sbírek Metropolitního muzea umění

V roce 1826 Graf zapůjčil Ludwigovi van Beethovenovi 6½ oktávový klavír s trojitým napínáním na C♯ a čtyřnásobným napínáním od D po vrchol (F4). Po Beethovenově smrti v roce 1827 vzal Graf klavír zpět a prodal jej vídeňské rodině Weimerů. Nástroj přežil dodnes a je vystaven v Beethovenově domě v Bonnu.
V roce 1829 si 19letý Frédéric Chopin vybral Grafův klavír pro svůj koncert ve Vídni. Podle Goldberga si Chopin i později Grafových nástrojů „vážil“.
V roce 1840 daroval Graf jeden z klavírů své firmy mladé klavírní virtuózce Claře Wieckové při příležitosti jejího sňatku s Robertem Schumannem. Když Schumann v roce 1856 zemřel, věnovala Schomannová nástroj svému příteli Johannesu Brahmsovi, který ho používal pro svou práci až do roku 1873.
Felix Mendelssohn také obdivoval nástroje od společnosti Graf. Jeden získal v roce 1832 a používal ho ve svém domě a při recitálech v Berlíně a později v Dusseldorfu.
Další hudebníci, kteří vlastnili Grafovy klavíry nebo na ně hráli, byli Ferenc Liszt, Friedrich Kalkbrenner a Camille Pleyel. V osmdesátých letech 19. století mladý Gustav Mahler vlastnil a používal velmi staré piano Graf z doby kolem roku 1836.

## Nahrávky na originálech klavírů Graf
- The Atlantis Trio. Klaviertrios. Nahráno na originálním klavíru Graf
- Paul Badura-Skoda - Ludwig van Beethoven: Les Sonates Pour Le Pianoforte Sur Instruments D'époque, Astrée Auvidis, E 8699, nahráno v letech 1978 a 1980, na CD vydáno 1989. Nahráno na klavíru Conrad Graf z interpretovy sbírky, který pochází přibližně z roku 1824.
- Paul Badura-Skoda - Franz Schubert: The complete piano sonatas played on period instruments, Arcana, 1992-1997/2013, nahráno na klavírech Georg Hasska 1815, Conrad Graf 432 (1823), Conrad Graf 1118 (1826) a Johann Michael Schweighofer (1846)